# باکونی‌پترد
باکونی‌پترد (به مجاری: Bakonypéterd) یک شهرداری در مجارستان است که در ناحیه پانون‌هالما واقع شده‌است. باکونی‌پِتِرد ۱۰٫۰۲ کیلومتر مربع مساحت و ۲۹۹ نفر جمعیت دارد.